# Rijksweg 915
Rijksweg 915 is een 3,7 kilometer lange Nederlandse rijksweg, die loopt van Ridderkerk naar Alblasserdam. In het tracé ligt de Brug over de Noord.
De weg maakte vroeger deel uit van de A15. Na de aanleg van de Noordtunnel is de weg over de oude brug een lokale verbindingsweg geworden. De N915 is ook een route voor vervoer van gevaarlijke stoffen, en voor fietsers en bromfietsers. Bovendien is het een alternatief voor de Noordtunnel bij onderhoud aan een van de tunnelbuizen.